# Perspective Liteïny
La perspective Liteïny ou avenue Liteyny (en russe : Литейный проспект), est une avenue du district central de Saint-Pétersbourg, en Russie. Elle mesure 1,9 km de longueur et constitue une des avenues principales du centre de la ville.
L'avenue s'étend du pont Liteyny à la perspective Nevski.

## Édifices remarquables
- N° 43, Hôtel particulier Youssoupov construit en 1852-1858 par Harald von Bosse
- N° 24, Maison Mourouzi, immeuble construit en 1874-1877 en style néo-mauresque.
- N° 20, Chambre des Officiers de Saint-Pétersbourg, construite en 1898 en style éclectique.

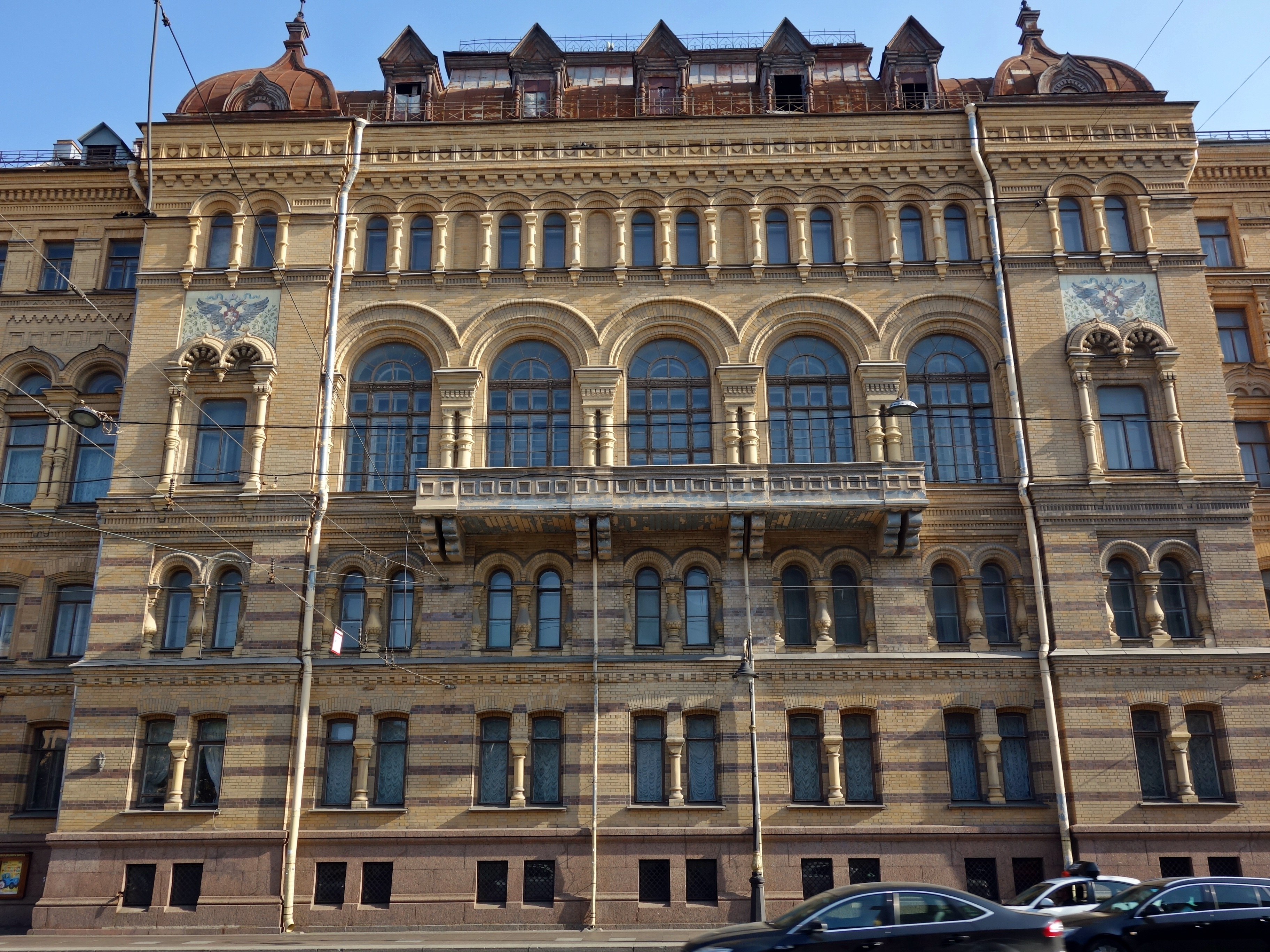
Chambre des Officiers
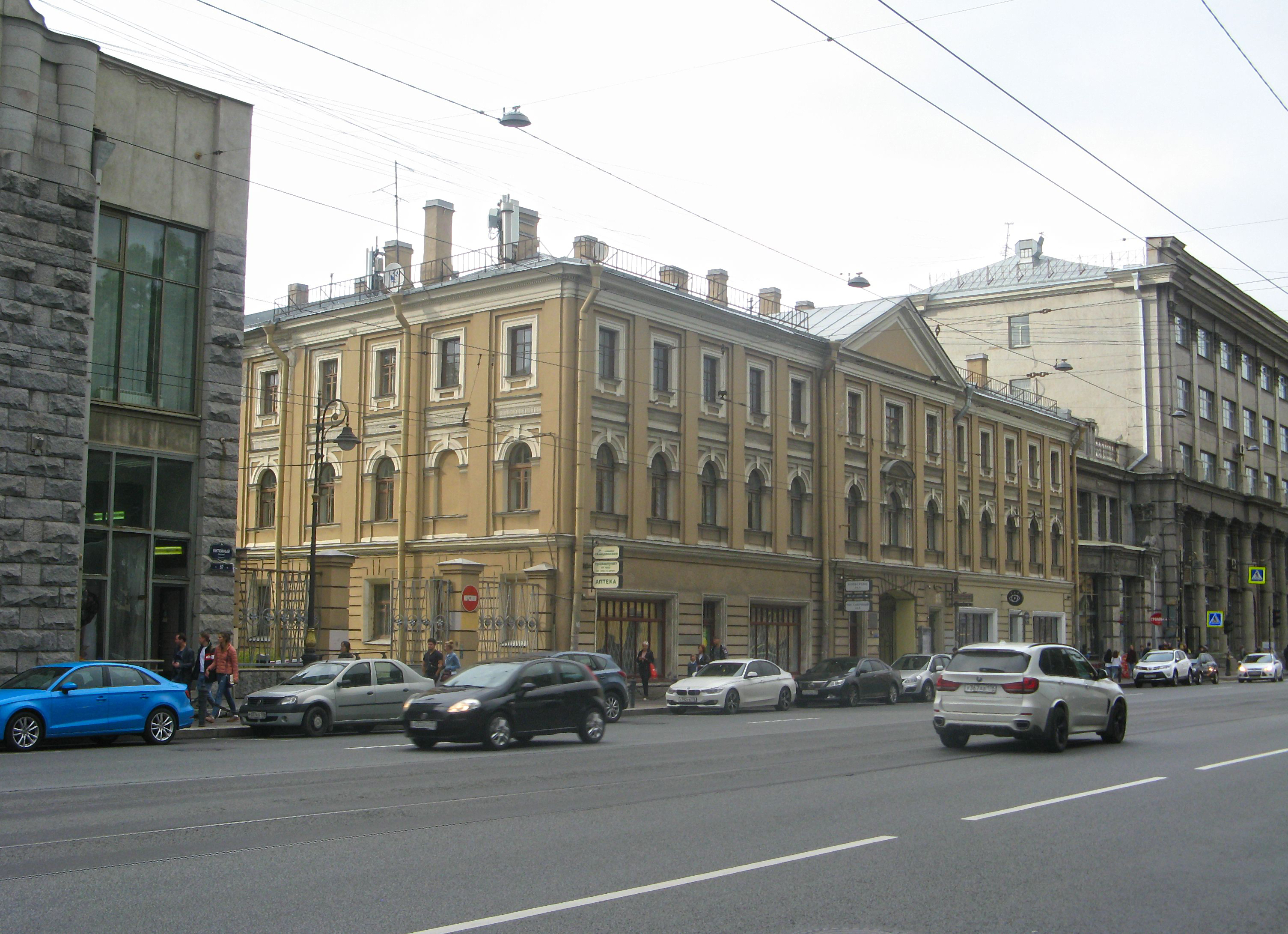
Palais
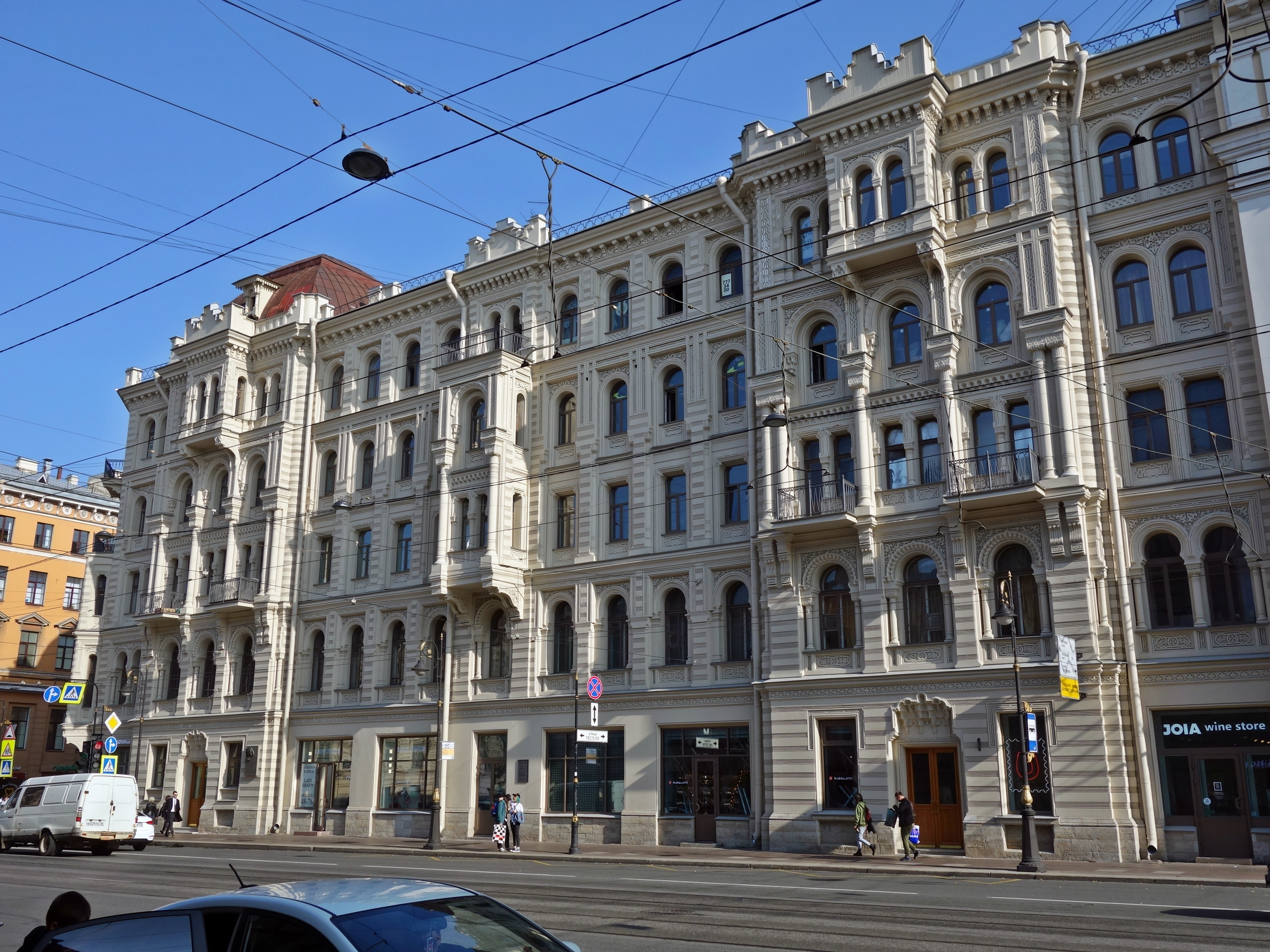
Immeuble de style historiciste
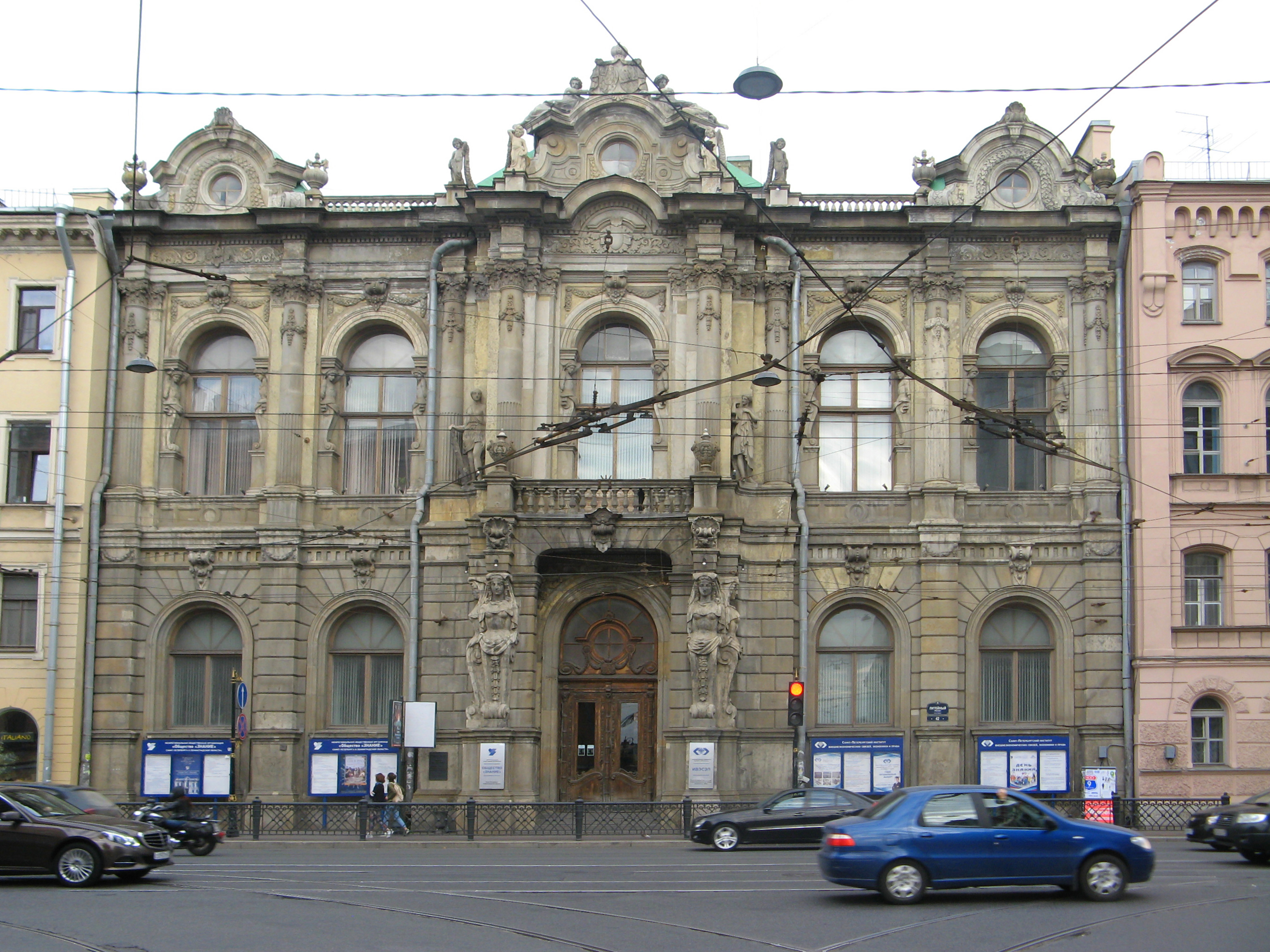
Hôtel particulier Youssoupov
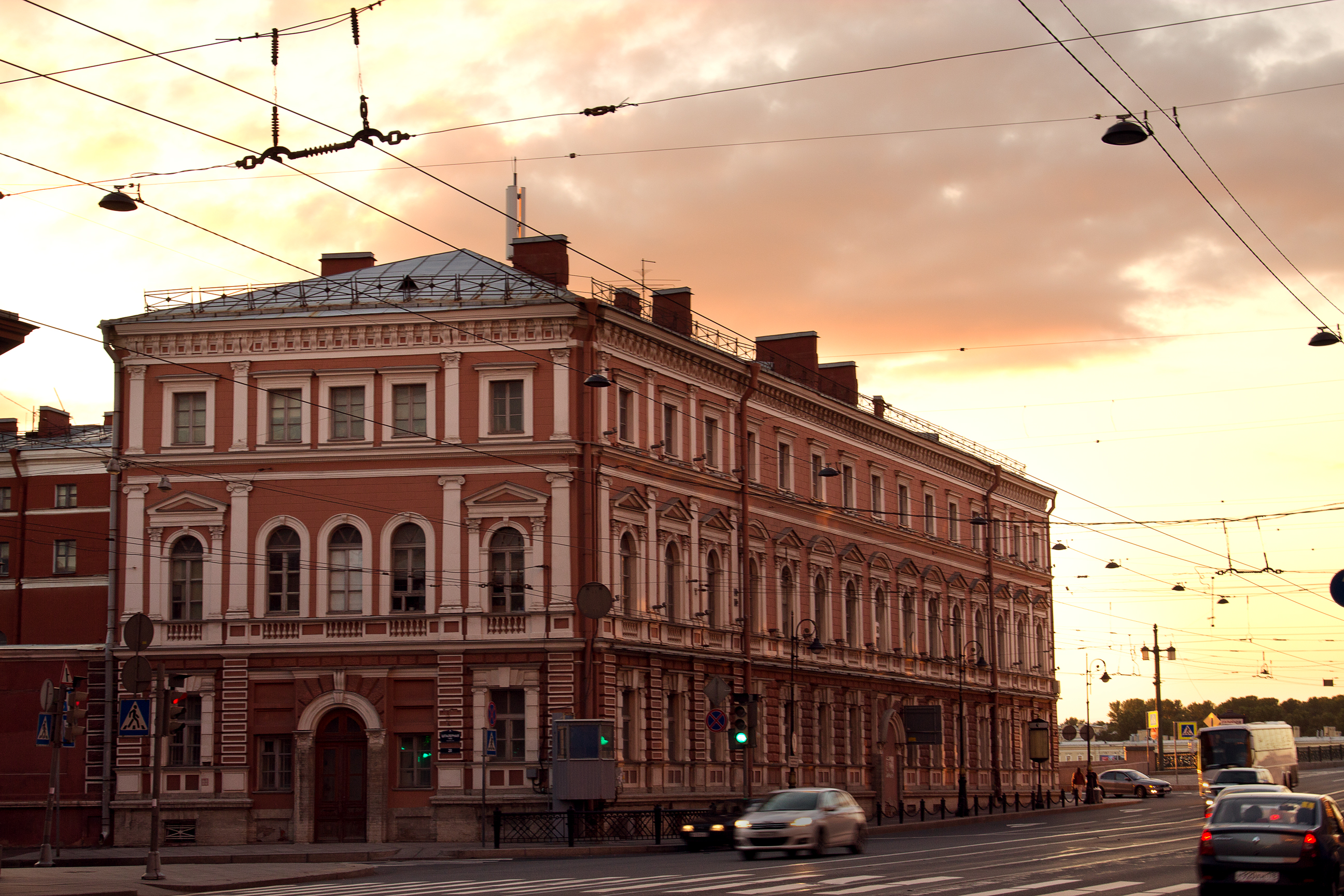
Ancienne caserne des officiers de la garde impériale des artilleurs à cheval, près du pont Liteïny
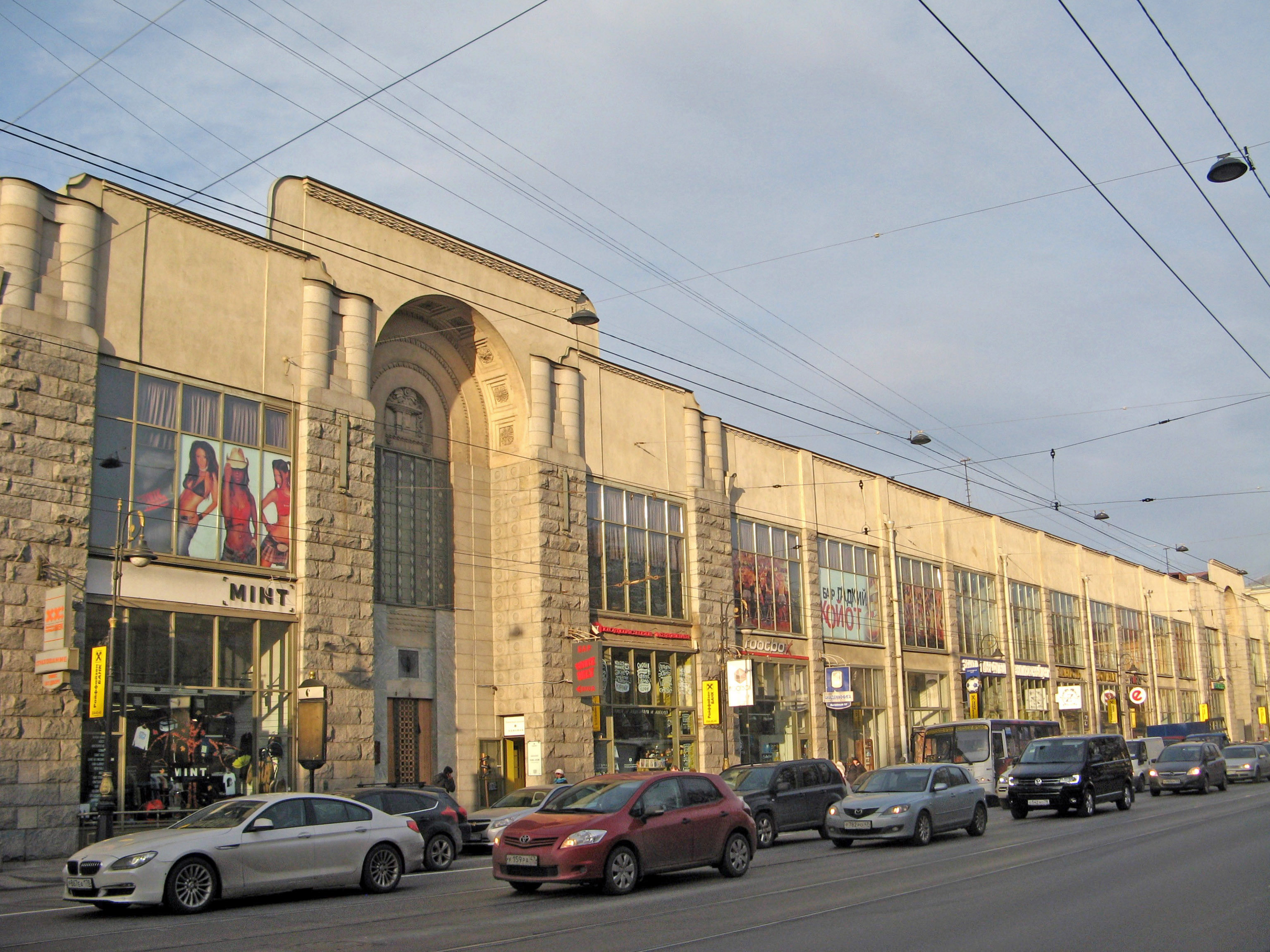
Centre commercial d'époque soviétique
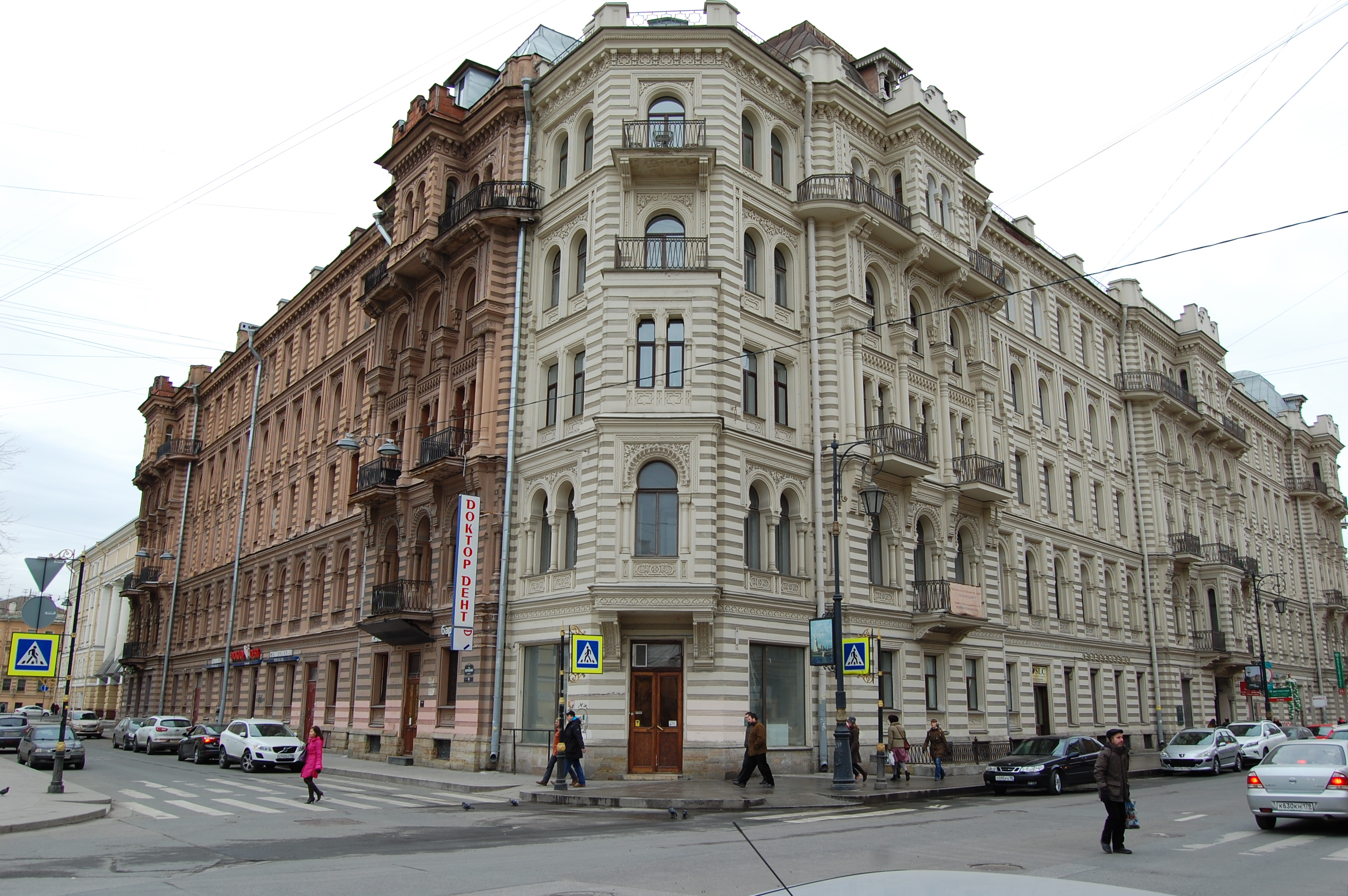
Maison Mourouzi, néo-mauresque
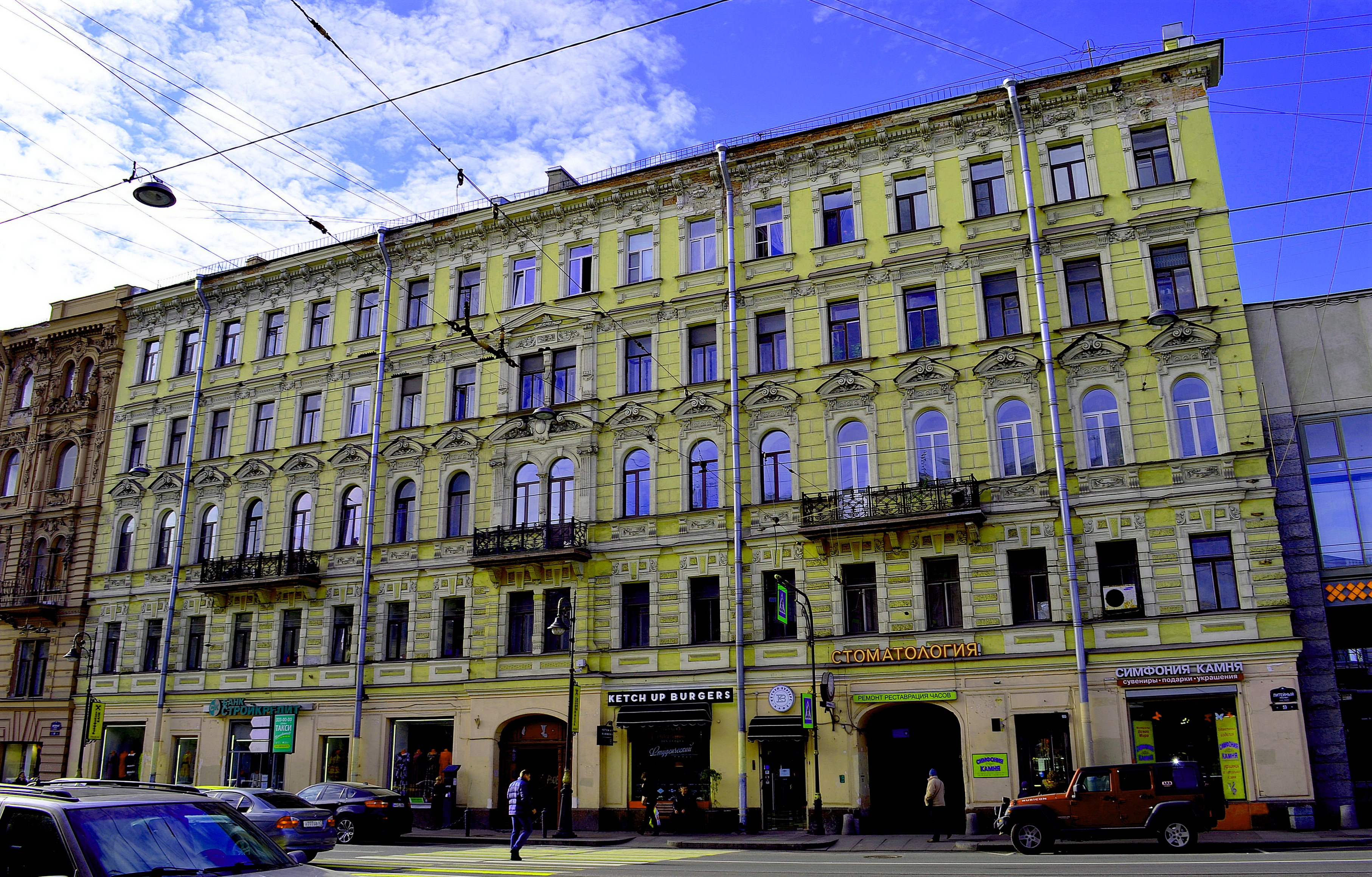
Immeuble classique
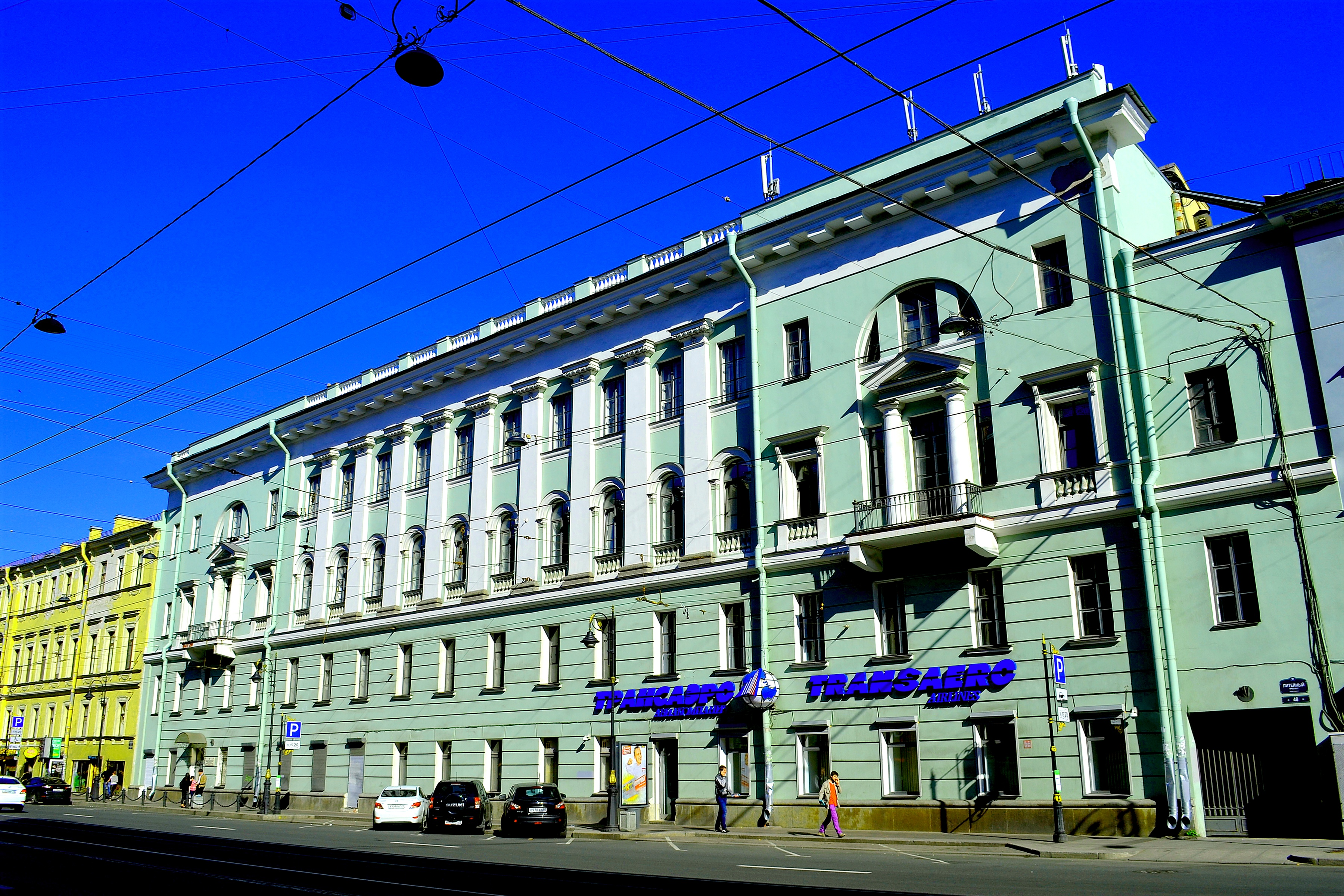
Immeuble au n° 48